# 呼吸上皮

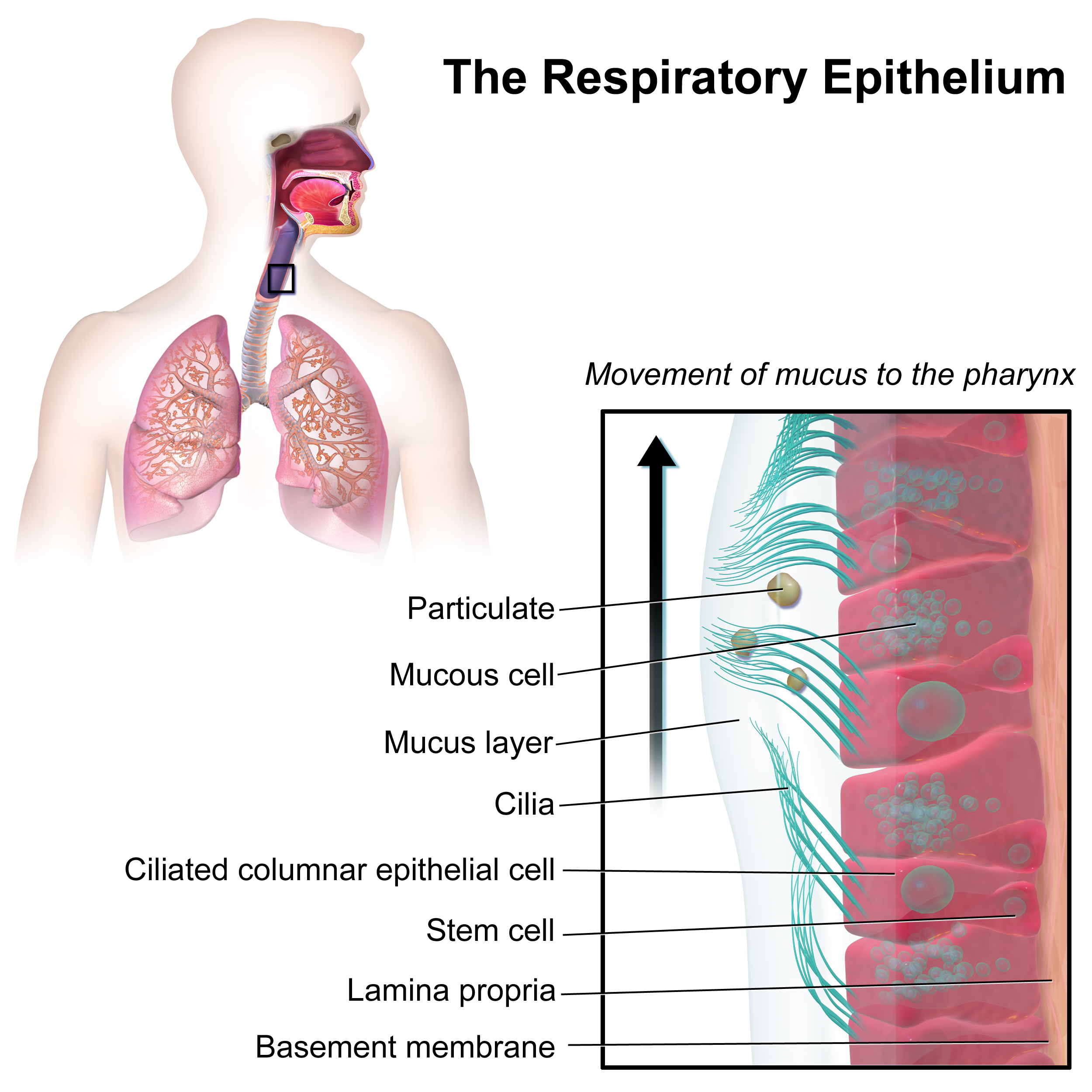
呼吸上皮の模式図

呼吸上皮（こきゅうじょうひ、英: respiratory epithelium）または気道上皮（きどうじょうひ、英: airway epithelium）は、呼吸粘膜（respiratory mucosa）として呼吸器の大部分の内面を覆っている線毛円柱上皮の一種であり、気道の湿潤化と保護を担っている。喉頭の声帯、中咽頭、下咽頭には存在せず、代わりに重層扁平上皮となっている。病原体や外因性粒子に対するバリアとしても機能し、粘液の分泌や粘液線毛クリアランスの作用によって感染や組織損傷を防いでいる。

## 構造

上皮細胞、杯細胞、その下に位置する結合組織を強調した偽重層円柱上皮のアニメーション

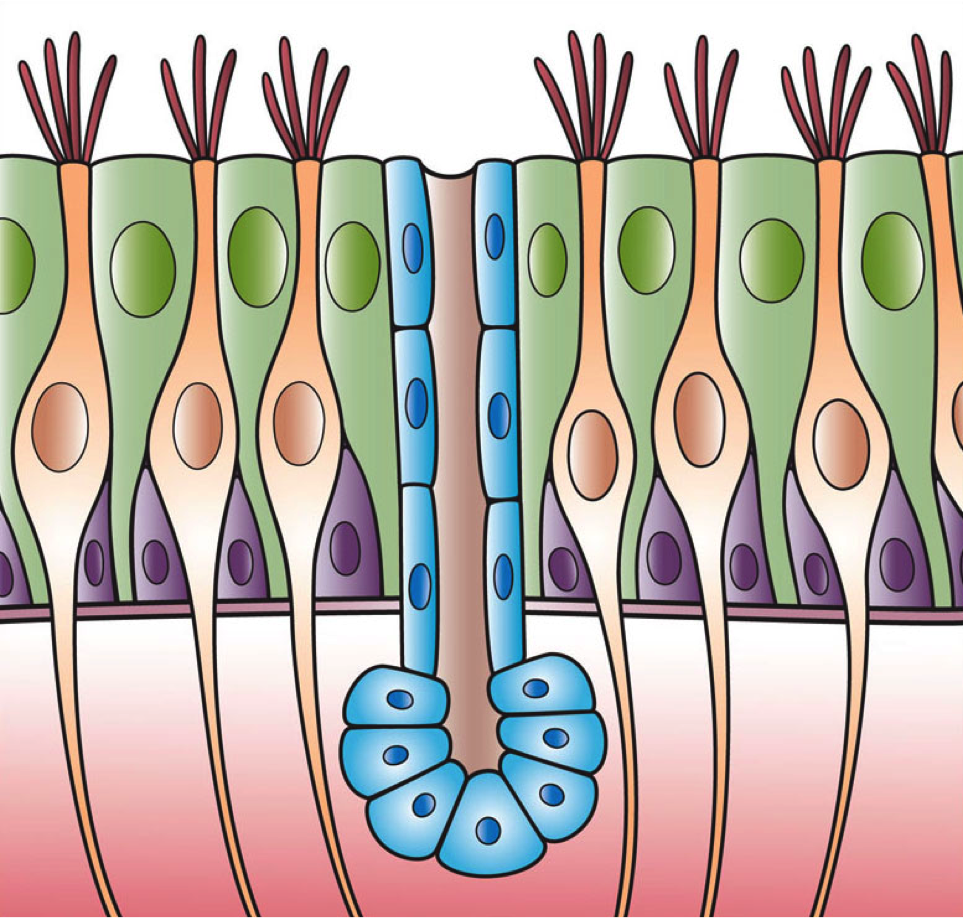
呼吸上皮を構成する細胞。基底細胞が紫、線毛細胞が茶色、杯細胞が緑、粘膜下腺が青で示されている。

上気道の内面を覆う呼吸上皮は、構成する複数の細胞種の配置から偽重層線毛円柱上皮に分類される。実際には全ての細胞が基底膜と接触している単層なのであるが、各細胞の核は同じ平面上に整列しているわけではなく、いくつかの細胞層が存在するように見えるため、「偽重層」と呼ばれる。呼吸粘膜は下方では単層線毛立方上皮に移行し、最終的に肺胞管や肺胞では単層扁平上皮となる。

### 細胞
呼吸上皮には、線毛細胞、杯細胞、刷子細胞（brush cell、タフト細胞（tuft cell））、基底細胞、小顆粒細胞（small granule cell、神経内分泌細胞（neuroendocrinelike epithelial cell））という主に5種類の細胞種が存在する。
杯細胞は下方に行くにつれて減少し、終末細気管支では存在しなくなる。そこではクラブ細胞がある程度の役割を引き継いでいる。肺の神経分泌細胞は神経支配された細胞であり、呼吸上皮細胞の約0.5%を占めるのみである。線毛細胞は特殊な線毛を有する円柱上皮細胞であり、上皮の50–80%を占める。刷子細胞は、線毛細胞の間に位置する無数の微絨毛を有する細胞である。刷子細胞はタフト細胞と呼ばれる。腸にもタフト細胞と呼ばれる細胞が存在するが、両者には差異もみられ、刷子細胞は微絨毛の基部に位置するterminal webと呼ばれる構造を欠いている。

## 機能
呼吸上皮は気道を湿潤化し、保護する機能を果たしている。病原体に対する物理的なバリアとして機能するとともに、粘膜線毛クリアランス機構によって除去する作用も示す。
線毛細胞は粘膜線毛クリアランス機構の主要な構成要素である。各上皮細胞には約200本の線毛が存在し、毎秒10回から20回の速度で常に波打っている。波打ちの方向は咽頭に向かっており、下気道から上方に向かうか、もしくは鼻から下方に向かう動きとなっている。
杯細胞の名称はワインの杯に似た形状をしていることに由来する。杯細胞は膜結合型の粘液顆粒を内包する円柱上皮細胞であり、気道液（airway surface liquid）または気道上皮被覆液（epithelial lining fluid）の一部となる粘液を分泌する。粘液は上皮を湿潤に保ち、気道を移動する粒子状の物質や病原体を捕捉する役割を果たしており、粘液線毛クリアランス機構がどれほど機能するかは粘液に依存している。クラブ細胞は、気道のより末梢の領域において類似した機能を果たしている。
基底細胞はほぼ立方体型の小さな細胞であり、上皮内の他の細胞種へと分化する。基底細胞は呼吸上皮の損傷に応答し、分化上皮細胞が露出した部位を覆うために移動し、その後健全な上皮層を回復するために分化する。また、分化した上皮細胞が幹細胞へと脱分化し、バリア機能の修復に寄与する場合もある。
刷子細胞の機能は十分には理解されていないが、アセチルコリンを放出して粘液線毛をクリアランスを活性化する役割を果たすことが示唆されている。
呼吸上皮は肺の免疫においてさらなる役割を担っており、すなわちグルコースの恒常性を維持する役割を果たしている。気道液のグルコース濃度は血糖値の約1/12に維持されている。タイトジャンクションがグルコースの上皮から気道内腔への通過を制限するバリアとして機能しており、また通過した一部のグルコースは気道液を拡散し、肺のグルコース輸送と代謝によって低い濃度に維持される。しかしながら、気道の炎症はタイトジャンクションの有効性の低下をもたらし、より多くのグルコースがバリアを透過するようになる。増加したグルコースは細菌の炭素源となり、細菌の増殖が促進される。気道液のグルコース濃度の上昇は、呼吸器疾患や高血糖症と関連している。

## 臨床的意義
上皮細胞の長期的な刺激は粘液の過剰産生を引き起こし、粘液過分泌（mucus hypersecretion）と呼ばれる状態となる。粘液過分泌は慢性気管支炎における湿性咳嗽の原因となる。
肺神経内分泌細胞はさまざまな慢性肺疾患と関連している。また、小細胞肺がんの起源となる細胞でもある。

## その他の画像

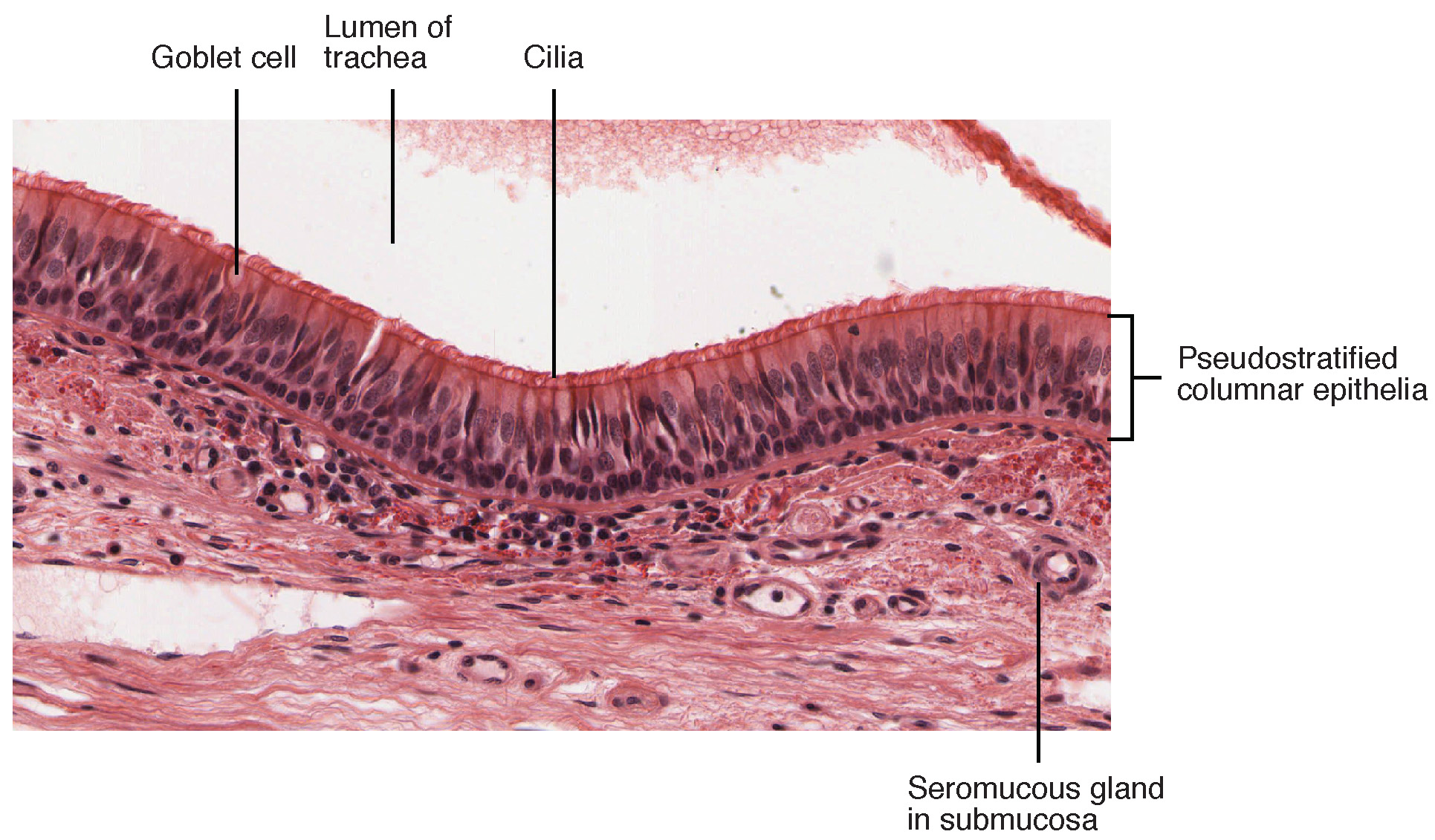
偽重層円柱上皮の断面図
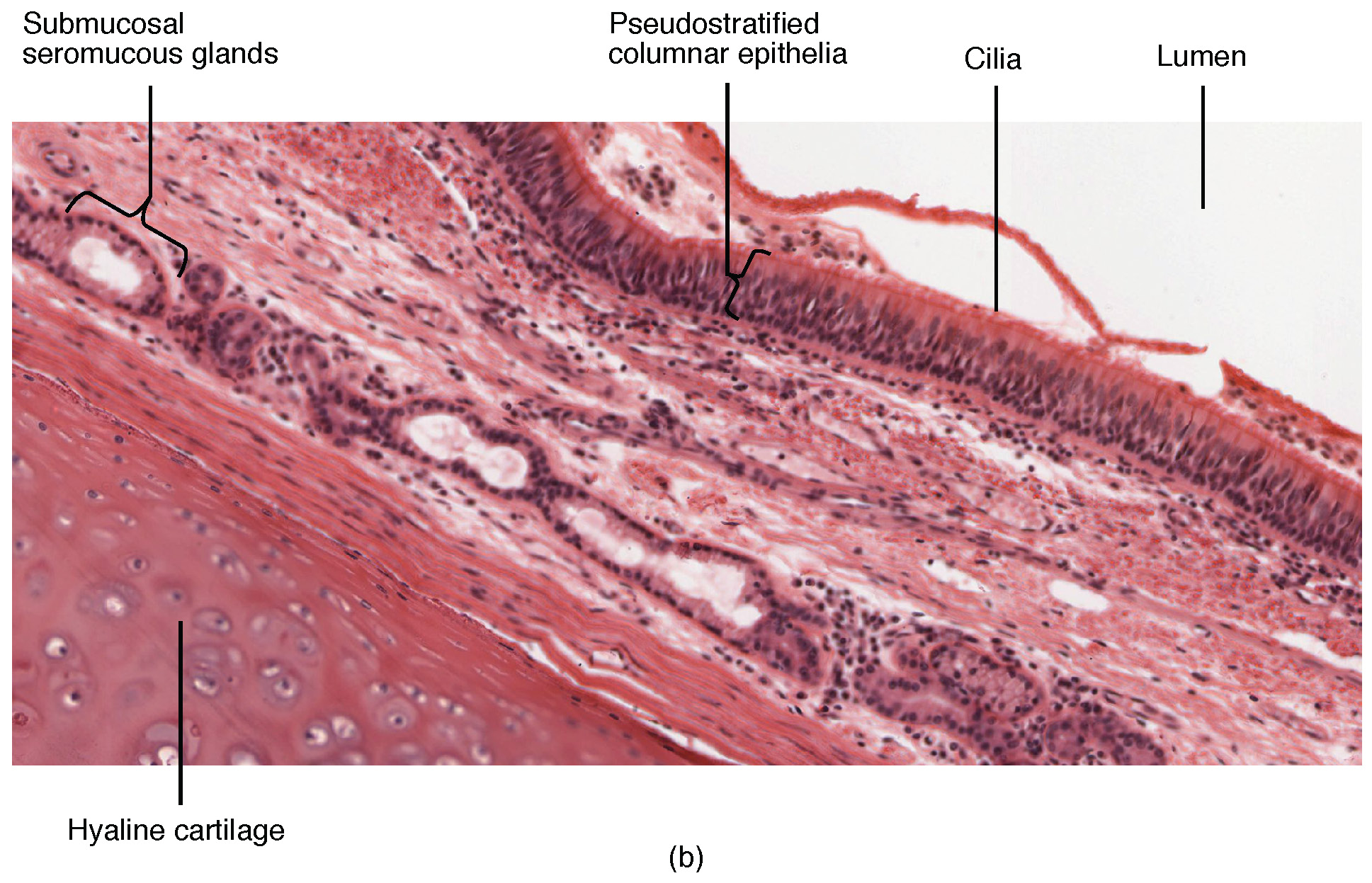